# 1UP (graffiti)

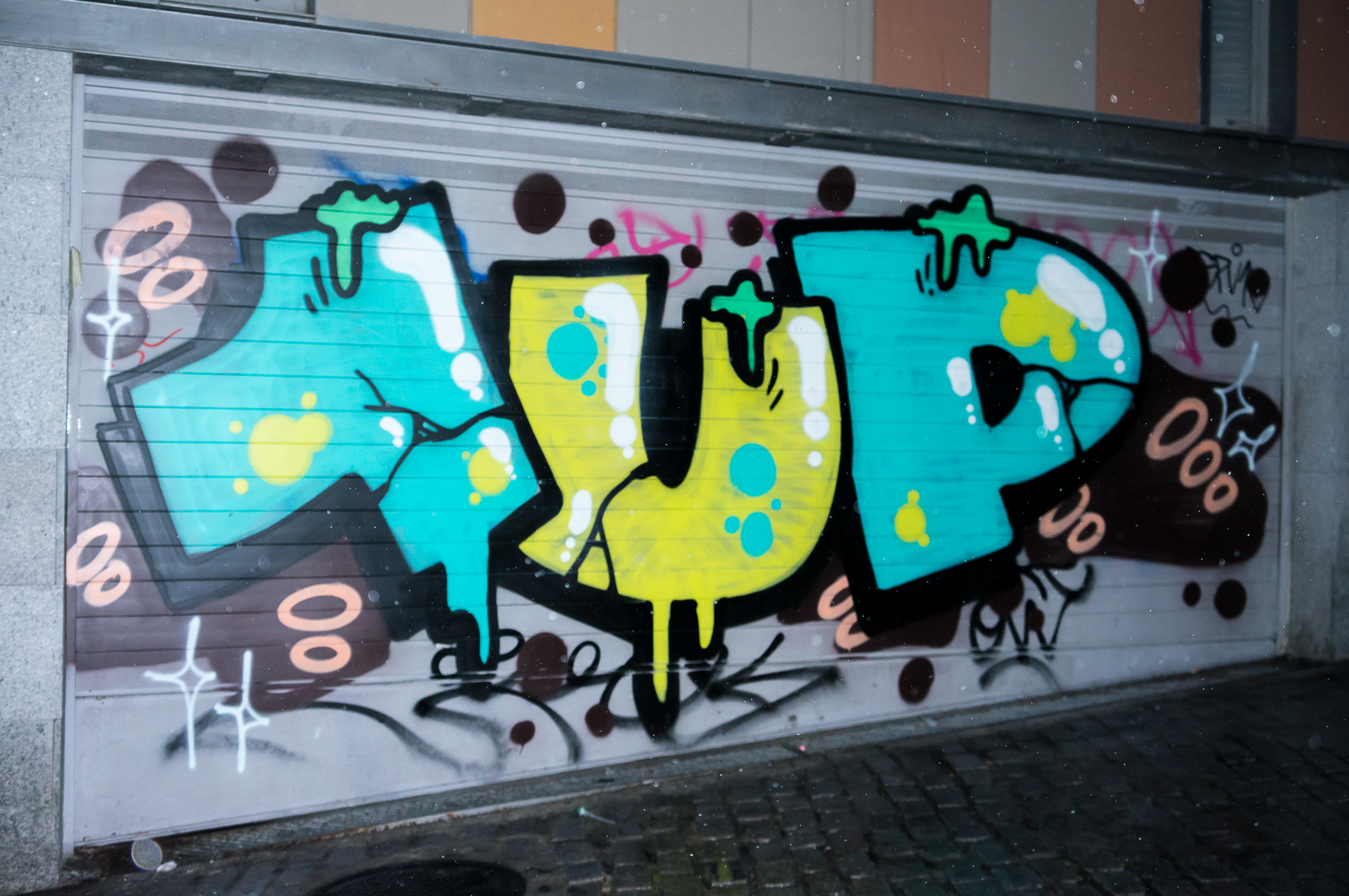
Graffiti 1UP à Madrid, 2014

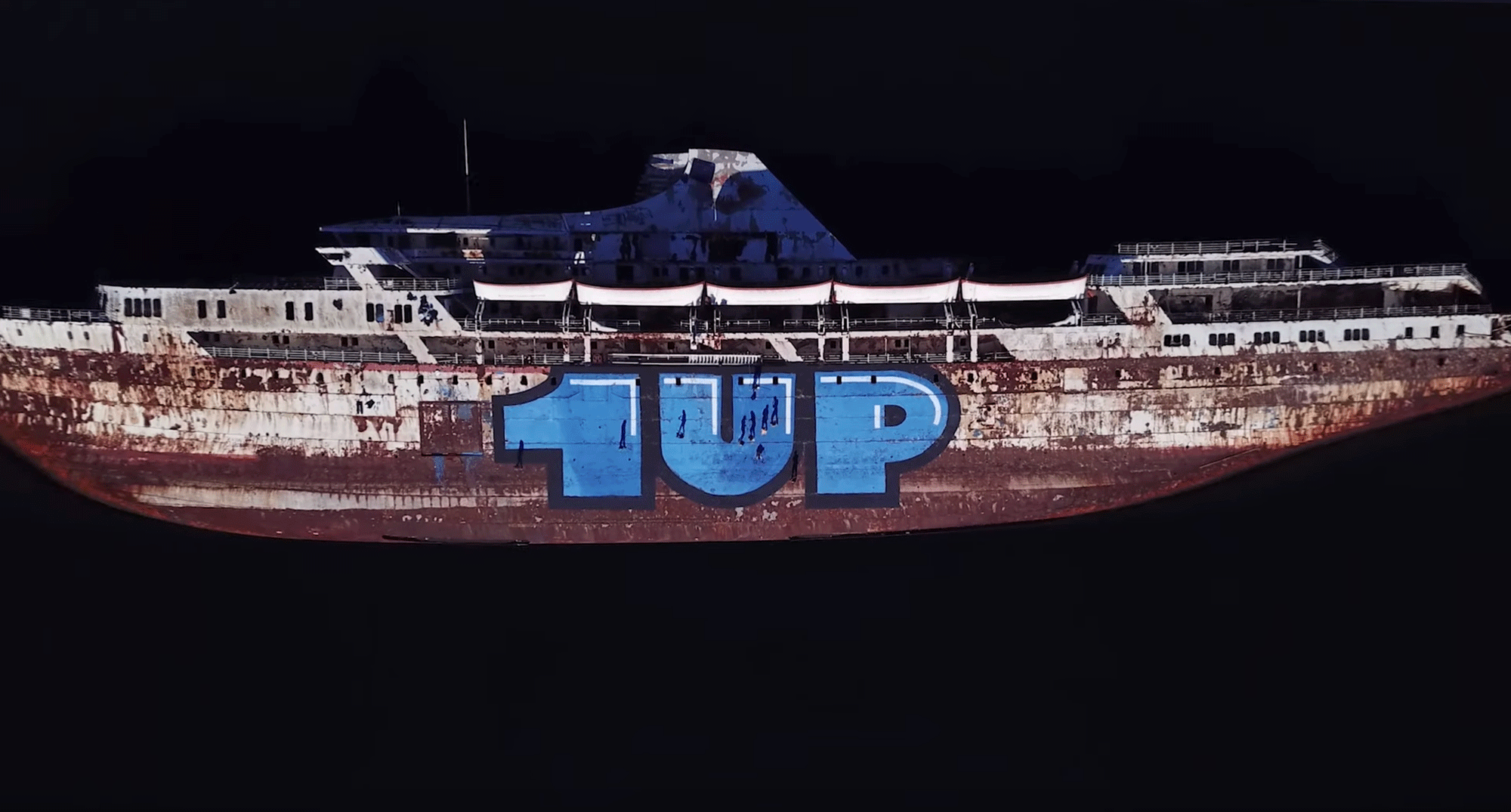
1UP mediterranean sky the ship

1UP (de One United Power) est un collectif de graffeurs de Berlin actif depuis 2003, célèbre pour ses graffitis vandales dans l'espace public (notamment sur les trains et les toits ainsi que dans la rue), réalisés de manière rapide ou encore leurs performances remarquables comme le graffiti sur l’épave d’un bateau en Grèce, le Mediterranean Sky (visible depuis Google Earth) et l’énorme fresque sur un bâtiment à Naples ( Vele di Scampia ) dénonçant le fait que le gouvernement délaisse les quartiers pauvres de cette ville.